# Jayne Atkinson
Jayne Atkinson (Bournemouth, Dorset, 18 de febrer de 1959) és una actriu anglesa de cinema i televisió. Potser és més coneguda pel paper de Karen Hayes el 24, així com pels seus papers nominats al premi Tony a The Rainmaker i Enchanted April. També ha participat al drama Criminal Minds de la CBS com a cap de la secció BAU, Erin Strauss, i al drama polític de Netflix House of Cards, com a secretària d'Estat dels Estats Units, Catherine Durant.

## Biografia
Jayne Atkinson va néixer a Bournemouth, Dorset, Anglaterra, però la seva família es va traslladar als Estats Units el 1968 quan tenia 9 anys. Va créixer a Hollywood, Florida, i es va graduar a l'escola Pine Crest, on va ser elegida reina de tornada el 1977. Va assistir a la Northwestern University (BA Communications, 1981), on va ser iniciada com a membre d' Alfa Chi Omega i germana de la germana de Laura Innes ; i la Yale Drama School.
Després de treballar en teatres regionals, Atkinson va aparèixer Off-Broadway a la producció de Bloody Poetry del Manhattan Theatre Club el 1987. Va debutar a Broadway el mateix any en un revifament de Tots eren fills meus d'Arthur Miller. Posteriorment, va aconseguir papers principals en més produccions escèniques, com Enric VIII d'Anglaterra, Tru i The Art of Success. Va guanyar un premi Drama Desk a la millor actriu en una obra per la seva interpretació a The Skriker el 1996. El treball d'Atkinson a la producció de The Rainmaker de la Roundabout Theatre Company de 1999 li va valer una nominació al premi Tony, i la seva interpretació a l'obra Enchanted April del 2003 li va valer un premi Outer Critics Circle, una altra nominació al premi Tony i una nominació a Drama Desk. El 2009, va actuar com a Ruth Condomine en un revival de Broadway de Blithe Spirit, de Noël Coward que va coprotagonitzar Rupert Everett, Christine Ebersole i Angela Lansbury, que va guanyar el seu récord 5è premi Tony pel seu paper de Madame Arcati.
Ha aparegut en pel·lícules com Allibereu Willy, Allibereu Willy 2, 12 and Holding, Blank Check, The Village i Syriana.
Entre els títols de televisió s'inclouen A Year in the Life, Parenthood, The X-Files, Law & Order, The Practice, Criminal Minds, 24, Gossip Girl i House of Cards, al costat de Kevin Spacey i el seu marit Michel Gill. La seva interpretació a la pel·lícula feta per a televisió Our Town li va valer la nominació al Premi Satellite a la millor actriu secundària.

### Vida personal
Atkinson està casada amb l'actor Michel Gill, amb qui té un fill. Atkinson i Gill es van conèixer quan van aparèixer junts en una producció de The Heiress (1989) al Long Wharf Theatre de New Haven, Connecticut. Tots dos van aparèixer a House of Cards (encara que no en parella: Gill va interpretar al president Garrett Walker i Atkinson va fer de secretària d'Estat Catherine Durant).

## Filmografia

### Cinema
- 1993: Allibereu Willy (Free Willy): Annie Greenwood
- 1994: Blank Check: Sandra Waters
- 1995: Allibereu Willy 2 (Free Willy 2: The Adventure Home): Annie Greenwood
- 2003: Our Town (telefilm): Mrs. Julia Gibbs
- 2003: Psychoanalysis Changed My Life: Marianne Loewe
- 2004: The Village: Tabitha Walker
- 2005: Twelve and Holding: Ashley Carges
- 2005: Syriana: Cap de Divisió
- 2009: Handsome Harry: la dona de Kelly

### Televisió
- 1986: A Year in the Life (fulletó TV: Lindley Gardner Eisenberg
- 1986: Between Two Women (telefilm)
- 1987: A Year in the Life (sèrie de televisió): Lindley Gardner Eisenberg
- 1989: The Revenge of Al Capone (telefilm): Elizabeth
- 1990: Parenthood (sèrie de televisió): Karen Buckman
- 1991: Absolute Strangers (telefilm)
- 1992: In the Best Interest of the Children (telefilm): Wanda Birney
- 1995: X-Files (seria TV, episodi Paraula de mico): Willa Ambrose
- 2006 - 2007 : 24 (sèrie de televisió): Karen Hayes (temporada 5 i 6)
- 2006 - 2013 i 2014: Criminal Minds (Criminal Minds) (sèrie de televisió): Cap de secció Erin Strauss
- 2008: Nova York, unitat especial (2008) (sèrie de televisió): Ajudant del fiscal Marion Springer
- 2008: New York, policia judicial (2008) (sèrie de televisió) Senadora Melanie Carver
- 2008: Recount (2008): Theresa LePore (telefilm)
- 2010: Gossip Girl (2010) (sèrie de televisió): Dean Reuther
- 2011: FBI: Duo molt especial (sèrie de televisió): Helen Anderson
- 2012: Blue Bloods (sèrie de televisió): Sharon Harris
- 2012: Percepció (sèrie de televisió): Helen Paulson
- Des de 2013 : House of Cards (sèrie de televisió): Senadora, després Secretària d'Estat Catherine Durant
- 2013 : The Following (sèrie de televisió): La mare de Jacob